# Électroculture

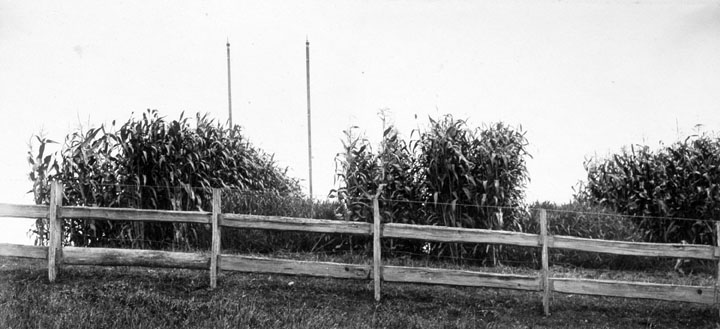
Expérimentation d'électroculture en 1927 dans une banlieue de Brisbane (Australie).

L’électroculture désigne diverses pratiques visant à stimuler la croissance des plantes en les soumettant à des champs électriques, électromagnétiques ou directement à des courants électriques.
Les recherches menées dans ce domaine connaissent un engouement à la charnière du XIXe siècle et du XXe siècle, avant de disparaître avec les progrès de l'électrophysiologie, d'une part, et de l'agrochimie (produits phytosanitaires et fertilisants), d'autre part. Au XXIe siècle, ces expériences sont de nouveau mises en lumière avec le renouveau de l'agriculture biologique, dans l'espoir d'obtenir, de façon plus ou moins empirique, des plantes plus vigoureuses sans produits chimiques. De nombreux scientifiques considèrent cette pratique comme relevant de la pseudoscience.

## Histoire
Au milieu du XVIIIe siècle, des observations laissent soupçonner une influence des orages sur la croissance de plantes et donnent l'idée d'effectuer des expérimentations avec l'électricité pour stimuler la végétation. Ainsi les résultats positifs obtenus à Édimbourg par le docteur Stephen Demainbray sur les branches de myrtes sont présentés en 1746 devant la Royal Society de Londres. Bien que le procédé d'électrisation ne soit pas précisé, il succède de peu au développement des machines électrostatiques. L'idée est rapidement reprise en France, en Suisse et en Allemagne.

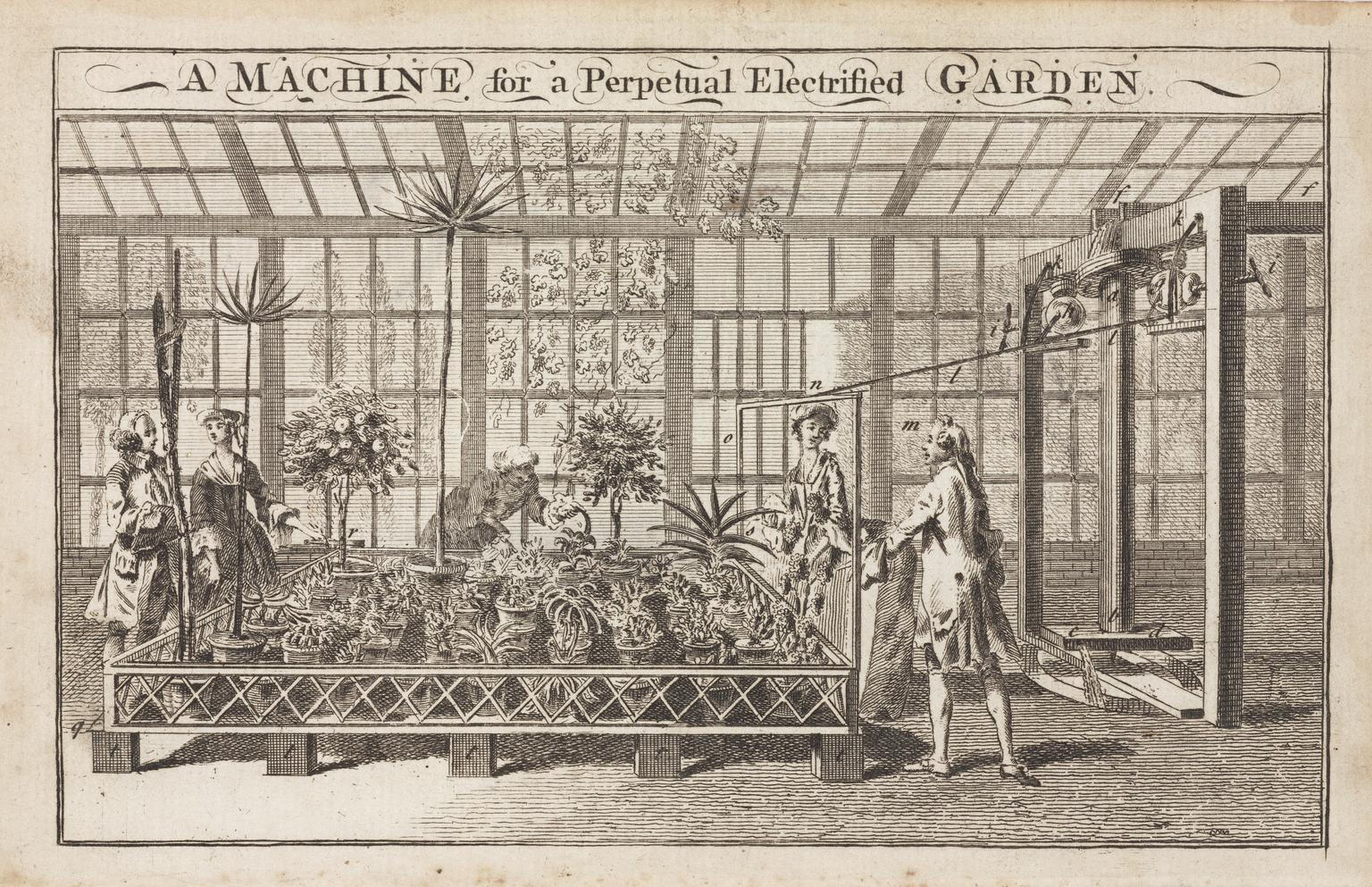
Gravure imaginaire montrant une machine d'électrification perpétuelle d'un jardin. Non signée. 1755.

En France, en 1749, l'abbé Nollet effectue des recherches sur les effets de l'électricité générées par ces machines électrostatiques et constate ses effets positifs sur les plantes.
En 1783, l'abbé Pierre Bertholon de Saint-Lazare qui s'intéresse davantage à l'électricité de l'atmosphère, telle que la foudre, délaisse les générateurs électrostatiques et invente l'« électrovégétomètre », appareil visant à recueillir l’électricité atmosphérique pour la distribuer dans le sol,.
Au siècle suivant, l'industrie chimique, les produits phytosanitaires et les engrais donnent des résultats plus rentables et plus constants ; le domaine de l'électroculture est délaissé, mais néanmoins actif,. Jules-François Dupuis-Delcourt perfectionne l'électrovégétomètre avant d'abandonner ses recherches face au peu de succès rencontré. L'Exposition internationale d'Électricité, en 1881 relance l'intérêt du public sur le sujet. Fernand Basty s'illustre en créant une revue consacrée à l'électroculture, dans laquelle il publie les résultats positifs de ses expérimentations, obtenus au moyen d'un générateur électrique.

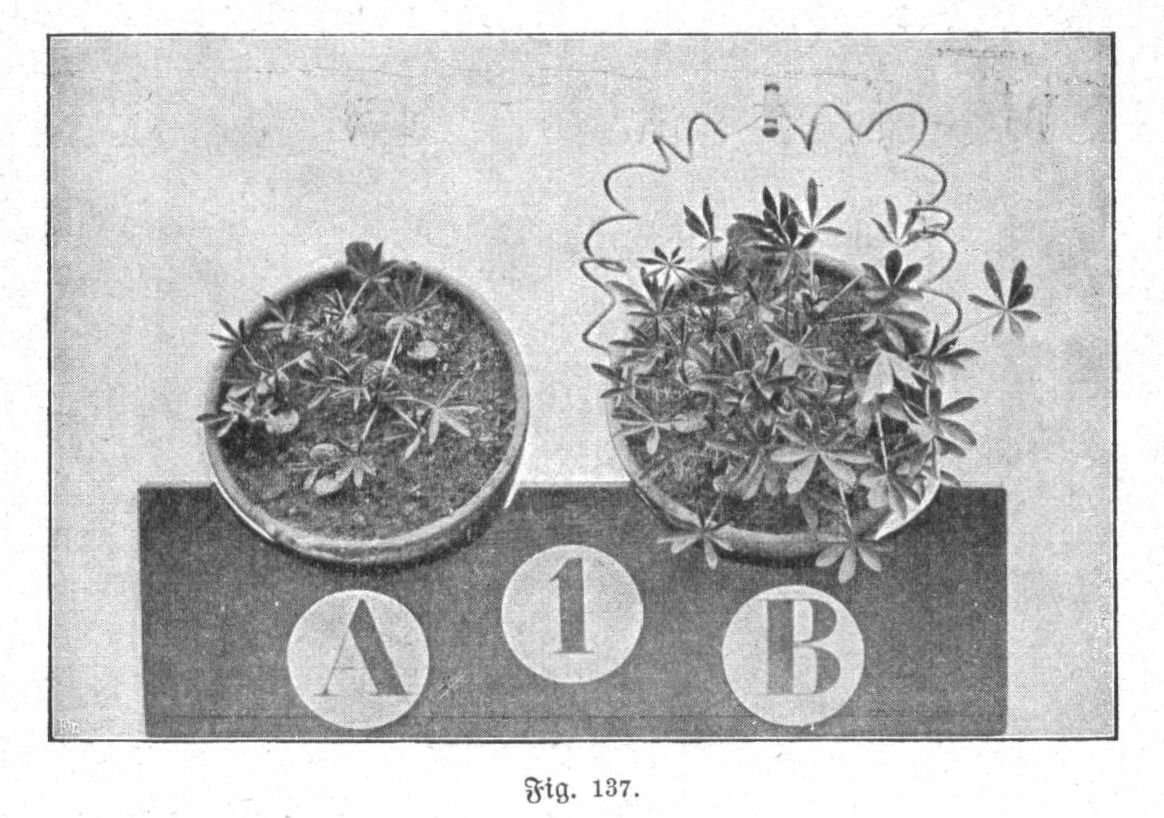
Photo de 1906 destinée à démontrer l'influence de l'électricité sur la croissance des plantes (A : sans courant électrique, B : avec courant électrique).

En 1899, le chimiste Marcellin Berthelot étudie les liens entre croissance végétale et électricité : A l'aide de générateurs électriques, il met en évidence la fixation de l'azote atmosphérique par les microbes du sol,.
En 1912 est organisé à Reims un congrès international d'électroculture.
De 1918 à 1936, en Angleterre, le ministère britannique de l’Agriculture et des Pêches charge l’Electro-Culture Committee d'étudier le sujet. En France, Jules-Louis Breton et Lucien Plantefol étudient l'électoculture au sein de l'Office des inventions, de 1918 à 1925, et obtiennent des résultats positifs avec un transformateur branché sur le réseau électrique.
L'inventeur Justin Christofleau, au cours de la première moitié du XXe siècle, mène aussi plusieurs expériences dans son propre jardin.

## Renouveau d'intérêt

### Approche géobiologique
À la fin des années 1980, le concept trouve un regain d'intérêt en Europe auprès d'adeptes de l'agriculture bio et la permaculture, qui se livrent cependant à des pratiques plus ou moins empiriques,,.
Au début du XXIe siècle se multiplient les vidéos, ouvrages, conférences ou stages sur le sujet, où les promoteurs de l'électroculture affirment qu'elle a fait ses preuves et a été délaissée sous la pression de l'industrie chimique. Ils s'appuient sur les théories de la géobiologie et ont recours à des dispositifs légers, antennes ou aimants destinés à agir sur les champs électromagnétiques cosmo-telluriques de l'univers, comme en radiesthésie.
Bien qu'il existe des résultats positifs, notamment sur la germination, les résultats expérimentaux actuels ne sont pas suffisants pour conclure à un effet généralisable. Les études ne permettent pas non plus de discerner si les effets observés sont dus à une éventuelle altération du champ électromagnétique ambiant ou à d'autres propriétés des dispositifs testés,. Cela justifie pour certains « l'ouverture d'un programme de recherche sérieux et indépendant. »
En l'absence d'expérience probante, cette pratique est considérée comme une pseudo-science. Ce jugement est accentué par le manque de fondement théorique scientifique, car les théories sur lesquelles reposent ces pratiques sont essentiellement constituées d'une succession d'hypothèses non démontrées.

### Approche physique
La Chine, de son côté, a fait des expériences pendant plus de 30 ans, sous serre, et annonce en 2018 des rendements augmentés de 20 % à 30 %, avec 70 % à 100 % de pesticides et 20 % d'engrais en moins, grâce à un dispositif électrique sous haute tension, pouvant aller jusqu'à 50 000 volts. Un éventuel développement des fermes électrisées resterait toutefois un mode de culture très marginal, en raison du coût d'installation élevé,.
Toujours en Chine, des expériences utilisant des dispositifs créant un champ électrique à coût moindre voient augmenter de 20 % le rendement d'une culture de pois sous serre, même si cela reste inexpliqué. Faute d'un protocole scientifique rigoureux en double aveugle, de telles expériences ne sont toutefois pas probantes.

## Critiques
Selon un article de Sébastien Point paru dans la revue Science et pseudo-sciences éditée par l'Association française pour l'information scientifique (AFIS), l'électroculture, lorsqu'elle n'emploie pas une source électrique artificielle, est une pseudoscience et « ne s'inscrit dans aucun mécanisme scientifique plausible ».
C'est également la position de la Société nationale d'horticulture de France.

## Dans la littérature
- Dans L'Île à hélice, Jules Verne imagine une ville, Milliard City, entourée d'une campagne artificielle et d'une végétation à base d'électroculture[21].
- Dans Mort à crédit, Bardamu travaille pour un "savant fou" qui tente de mettre à profit l'électroculture, sans succès.

## Dans le cinéma
- Dans La Passion de Dodin Bouffant, le couple de jardinier fait pousser des légumes avec l'aide de l'électroculture

### Vidéographie
- [vidéo] Silence, ça pousse !, « Découverte : l'électroculture », sur YouTube, 15 janvier 2019